# دماغ بولتزمان

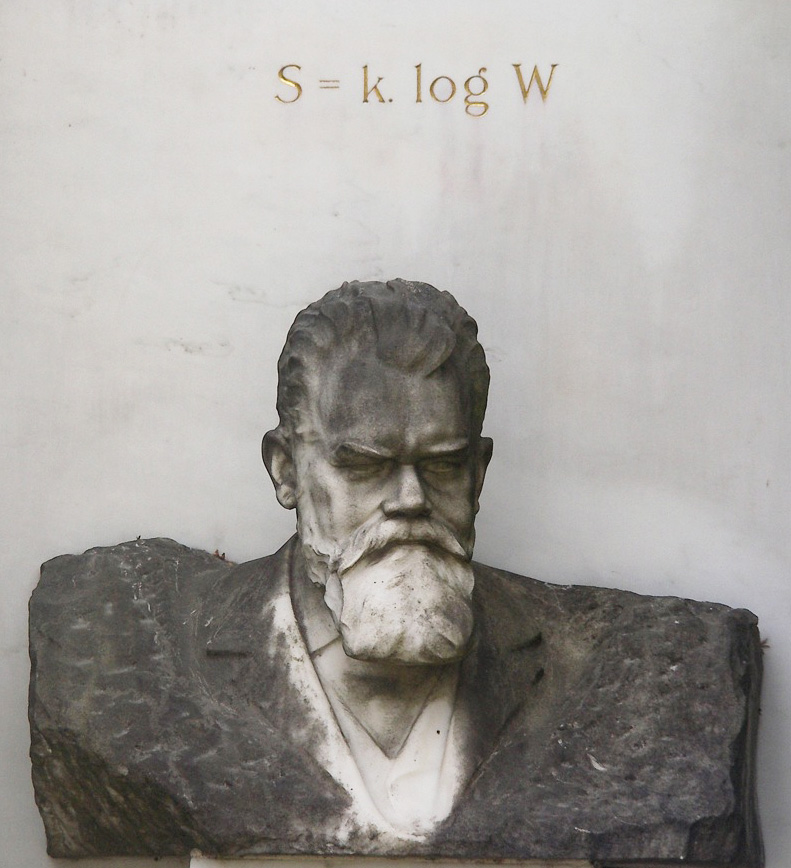
تمثال نصفي للودفيغ بولتزمان (Ludwig Boltzmann) الذي سميت على اسمه فرضية أدمغة بولتزمن

دماغ بولتزمان (بالإنجليزية: Boltzmann brain)‏ هو كيان مفترض ذاتي الإدراك ينشأ من حالة من الفوضى نتيجة تقلبات عشوائية. وسميت هذه الفكرة على اسم الفيزيائي لودفيغ بولتزمان، صاحب فكرة أن الكون الذي نعرفه نشأ باعتباره تقلبًا عشوائيًا، وهي عملية مشابهة للعملية التي قد تكون نشأت من خلالها أدمغة بولتزمان.

## مفارقة أدمغة بولتزمان
عادة ما يشار إلى فرضية أدمغة بولتزمان في سياق «مفارقة» أو «مشكلة» أدمغة بولتزمان. ويشير إليها البعض أيضًا باسم «رُضَّع بولتزمان».
ونشأ هذا المفهوم بسبب حاجتنا إلى تفسير سبب هذا المستوى العالي من التنظيم في الكون. وتنص القانون الثاني للديناميكا الحرارية على أن إجمالي إنتروبيا الكون المغلق لن تتناقص أبدًا. وقد نعتقد أن الحالة الأكثر احتمالاً للكون هي إنتروبيا مرتفعة تقترب من التماثل وليس لها ترتيب. ولكن لماذا تكون الإنتروبيا المرصودة منخفضة إلى هذا الحد؟
يفترض بولتزمان أننا نحن والعالم منخفض الإنتروبيا الذي نرصده عبارة عن تقلبات عشوائية في كون ذي إنتروبية أعلى. وحتى في حالة شبه التوازن تحدث تقلبات عشوائية في مستوى الإنتروبيا. وأكثر التقلبات شيوعًا تكون صغيرة نسبيًا ما يؤدي إلى وجود مستويات منخفضة من التنظيم، أما التقلبات الأكبر وما يصاحبها من مستويات عالية من التنظيم فإنها تكون أكثر ندرة. وتكون التقلبات الكبيرة نادرة إلى أبعد الحدود، لكنها ممكنه بسبب الحجم الهائل للكون وبسبب الفكرة التي تقول بأنه إذا كنا نحن نتيجة للتقلب فإن ذلك يعني «تحيز الاختيار»: ونحن نرصد هذا الكون بعيد الاحتمال لأن الظروف غير المحتملة ضرورية لوجودنا هنا، وهذا تعبير عن مبدأ إنساني.
وإذا كان المستوى الحالي للتنظيم الذي يحتوي على الكثير من الكيانات ذاتية الإدراك هو نتيجة تقلب عشوائي فإنه يكون أقل احتمالاً من مستوى التنظيم الذي يُوجِد كيانات فريدة ذاتية الإدراك. ويجب أن يحتوي كل كون له مستوى التنظيم الذي نراه على عدد هائل من أدمغة بولتزمان الفردية وهي تطفو في كل مكان في بيئات غير منظمة. وفي الكون اللانهائي يكون عدد الأدمغة ذاتية الإدارك التي تتشكل تلقائيًا وعشوائيًا من الفوضى، والتي تمتلئ بالذكريات الزائفة لحياة تشبه حياتنا، أكبر بكثير من الأدمغة الحقيقية التي نشأت من تقلب محلي ونادر إلى أبعد الحدود يبلغ حجمه حجم الكون الذي يمكن رصده.
وتتمثل مفارقة أدمغة بولتزمان في أن كل من يقومون بعملية الرصد (أدمغة ذاتية الإدراك لها ذكريات مثلنا تشمل عقولنا) يزيد احتمال كونهم أدمغة بولتزمان إلى حد أبعد من الأدمغة الحقيقية المتطورة، وبالتالي فإن ذلك يدحض في الوقت ذاته أيضًا حجة تحيز الاختيار.